# Brachybaenus cubensis
Brachybaenus cubensis är en insektsart som först beskrevs av Brunner von Wattenwyl 1888.  Brachybaenus cubensis ingår i släktet Brachybaenus och familjen Gryllacrididae. Inga underarter finns listade i Catalogue of Life.